# 天主教波士頓總教區
天主教波士頓總教區（拉丁語：Archidiocesis Bostoniensis）是美國一個天主教教省總教區，也是該國三十二個總教區之一。
總教區管轄範圍包括馬薩諸塞州東北部，並轄六個教區；2009年時有1,845,758名教友、303個堂區和1,409名司鐸。
現任總主教為蕭恩·奧馬利樞機，輔理主教為羅勃·F·軒尼詩、伯多祿·J·阿格利托、瑪爾谷·奧康諾和羅勃·P·里德，副主教為伯多祿·J·阿格利托，榮休輔理主教為阿瑟·L·肯納迪和若望·A·杜赫。
1788年在當地第一場公開彌撒。1808年4月8日自巴爾的摩教區分出設立教區，1875年2月12日升為總教區。